# Eurovision-sagen
Eurovision-sagen dækker over omstændighederne under hvilke Danmark i maj 2014 var vært for Eurovision Song Contest. DR besluttede at holde arrangementet i København, hvor B&W Hallerne dannede rammen om de tv-transmitterede shows.
For at de tidligere værftshaller kunne anvendes som koncertsted, måtte de ombygges. Blandt andet skulle gulvet planeres, og tre bærende søjler skulle fjernes, så DR kunne producere panoramabilleder under showet. Efterfølgende skulle de tre søjler genopføres for at imødegå, at Københavns Kommune og Region Hovedstaden ydede konkurrenceforvridende støtte til ejerne af B&W Hallerne. Man regnede med, at ombygningen ville koste 18 mio. kr., men den endte med at koste næsten 90 mio.
I februar 2014 var budgettet på 237 mio. kr., men ifølge et notat fra Statsrevisorerne til Rigsrevisionen i oktober endte den samlede regning på 334 mio. kr. Efter pres fra blandt andre kulturminister Marianne Jelved valgte DR og Wonderful Copenhagen derfor at lægge en række fortrolige dokumenter frem for at kaste lys over, hvorfor budgetoverskridelserne var blevet så store. Samtidig bad Statsrevisorerne Rigsrevisionen om at undersøge forløbet. På denne baggrund konkluderede Statsrevisorerne i juni 2015, at navnlig et usikkert budgetgrundlag, manglende erfaring med bygge-, projekt- og økonomistyring hos Projektselskabet og et uigennemsigtigt aftalekompleks bar skylden for budgetoverskridelserne.

## Baggrund
I maj 2013 vandt Emmelie de Forest Eurovision Song Contest, og dermed skulle Danmark afholde konkurrencen i 2014. I den forbindelse meddelte DR, at Eurovision Song Contest 2014 højst sandsynligt ville finde sted enten i Parken i København eller i Jyske Bank Boxen i Herning.
I juni 2013 oplyste den administrerende direktør for Parken, Anders Hørsholt, imidlertid, at Parken ikke var i spil til at afholde showet. Han begrundede det med, at grand prix'et - i modsætning til 2001 - nu kræver adskillige ugers planlægning og opbygning af scenen, og at det var svært at finde den tid på Danmarks nationale fodboldarena.
| „ | Parken er Danmarks nationalstadion, og det betyder, at der er stor interesse for at afholde adskillige forskellige store og spændende oplevelser til vores mange forskellige slags kunder. Både F.C. København og det danske landshold hører til i Parken og skal kunne spille fodboldkampe herinde. Ligesom mange af verdens største musikere skal kunne byde deres fans velkomne her. Fodbolden prioriterer vi højest, og især F.C. København vil have et travlt kampprogram til næste forår. Derfor har vi truffet denne beslutning, selv om vi sætter stor pris på, at mange ser os som en god ramme for MGP 2014. | “ |
|   | — Adm. dir. i Parken, Anders Hørsholt (juni 2013) |   |

En række danske byer lagde billet ind som værtsby, men i september 2013 meddelte DR, at Eurovision Song Contest 2014 ville blive afholdt i B&W Hallerne på Refshaleøen i København, hvor Refshaleøen omdannedes til Eurovision Island. Om baggrunden for udvælgelsen udtalte showets producer Pernille Gaardbo:
| „ | Med valget af B&W-hallerne er vi godt på vej til at folde den mest nyskabende arena ud nogensinde. Det er vores ambition at forny showet i både form og indhold, så det bliver en nutidig opdatering med respekt for traditionerne. (...) DR kan selv beslutte rammerne indenfor og udenfor. Vi kan skræddersy hallerne efter behov og give det vores helt eget kreative særpræg. | “ |
|   | — Pernille Gaardbo (september 2013) |   |

Ud over Parken havde et stort telt foran DR Byen også været i spil som københavnsk lokalitet for showet.

## Historie
I det følgende sammenfattes de væsentligste begivenheder i Eurovision-sagen.
Den 2. september 2013 offentliggjorde DR, at B&W Hallerne var valgt som værtsarena. I februar 2014 kom det frem, at budgettet på 35 mio. kr. var overskredet. Den 1. april fik DR overleveret hallen som oprindeligt forudsat. I perioden fra den 28. april til den 10. maj afvikledes der sceneprøver og shows i B&W Hallerne. I august lød den foreløbige vurdering på, at det samlede budget var overskredet med 77 mio. kr. I oktober 2014 var den samlede regning imidlertid endt på 334 mio. kr. og dermed mere end 100 mio. over budgettet. DR og Wonderful Copenhagen valgte derfor at fremlægge en række dokumenter, der kunne kaste lys over sagen. Samtidig gik Rigsrevisionen ind i sagen. I juni 2015 offentliggjordes Statsrevisorernes beretning, og i juli samme år bad Erhvervsstyrelsen Kammeradvokaten om at undersøge, om der som følge af sagen kan blive tale om straf- eller erstatningsansvar for brud på fondsloven.

## Centrale aktører
- DR - Arrangør af Eurovision Song Contest 2014. Statsejet medievirksomhed og Danmarks nationale public service-selskab. Medlem af EBU.
- Host City Copenhagen - Værtsby-parterne. Københavns Kommune, Region Hovedstaden, REDA og Wonderful Copenhagen.[6]
- Projektselskabet ESC 2014 - Produktionselskab etableret og ejet af Wonderful Copenhagen med økonomisk indskud fra Københavns Kommune, Region Hovedstaden og Wonderful Copenhagen.[6][7] Stod for alle events i byen under Eurovision og for at gøre Refshaleøen klar til arrangementet.
- Københavns Kommune.
- REDA - Refshaleøens ejendomsselskab. Ejer af B&W Hallerne.[6] Ejet af en række pensionsselskaber.
- Region Hovedstaden.
- Wonderful Copenhagen - Københavns turismeorganisation. Erhvervsdrivende fond under Region Hovedstaden.

## Budget (februar 2014)
| Aktører              | Andel                                          |
| -------------------- | ---------------------------------------------- |
| DR                   | 190 mio. kr. (produktionsudgifter til showet)  |
| Københavns Kommune   | 14,5 mio. kr. + 4,3 mio. kr. (ekstrabevilling) |
| Region Hovedstaden   | 14,3 mio. kr.                                  |
| REDA                 | 5,2 mio. kr.                                   |
| Wonderful Copenhagen | 7,35 mio. kr.                                  |
| I alt                | 236,85 mio. kr.                                |

## Ombygningen af B&W Hallerne

### Ombygning og klargøring
For at B&W Hallerne kunne blive klar til showet, måtte de ombygges, og området måtte planeres. Endvidere måtte der etableres strøm, fjernvarme, internet, afløb, afledning og dræn. Host City Copenhagen kritiseredes af flere fagfolk, bl.a. fordi det ud over strøm fra det almindelige elnet også krævede strøm fra 26 forurenende dieselgeneratorer til de mange shows. Endvidere ville de mange rørføringer ikke blive genanvendt, efter at Eurovision var overstået. De første telte blev sat op den 25. februar, og DR fik overleveret hallen den 1. april.
I oktober 2014 kom det frem, at Reda havde opdaget 25-27 regnpytter i hallerne mindre end to måneder inden showet, og at 18 mand måtte arbejde på at tætne taget. Da DR skulle rykke ind i hallerne, kunne DR konstatere, at hallerne ikke var gjort endeligt færdige til tiden som oprindeligt aftalt. Foruden utæthederne i taget var temperaturen i hallerne meget lav, og luftfugtigheden var seks uger før showet på 84,6 % - på trods af at Projektselskabet havde lovet DR et indeklima som i en moderne arena bl.a. af hensyn til DR's tekniske udstyr.
På et styregruppemøde seks uger før showet påpegede DR "tre konkrete og helt essentielle eksempler på manglende eller mangelfulde leverancer":
- Manglende varme i hallen indebar, at DR's scene rustede, og folien faldt af.
- Utilstrækkelig rengøring i hallen medførte, at der konstant hvirvledes støv op, som risikerede at ødelægge det udstyr, DR var i gang med at få bragt ind i arenaen.
- Indtrængende regn fra huller i taget betød, at udstyret risikerede at blive vådt. Udstyret måtte derfor overdækkes med presenninger.

En af DR's underleverandører varslede et større erstatningskrav, hvis udstyret blev påvirket af forholdene. Senere blev forholdene bragt i orden, og kravet fra leverandøren bortfaldt.

### Øgede sikkerhedskrav
Den 31. marts 2014 pegede EBU's sikkerhedsrådgiver i en redegørelsen til EBU-chef Jon Ola Sand på en række alvorlige sikkerhedsproblemer ved arrangementet. Ifølge redegørelsen var Eurovision "med over 100 millioner seere hvad vi kalder et blødt mål for en hvilken som helst terrorhandling." Desuden påpegede EBU, at man ikke havde en evakueringsplan for de 16.556 kvadratmeter telte opstillet ved siden af B&W Hallerne i tilfælde af hård storm. Endelig frygtede man, at dyreaktivister ville bruge Eurovision som en platform som følge af aflivningen på giraffen Marius i februar og fire løver i marts i Københavns Zoo. Der var oprindeligt budgetteret med 900.000 kr. til sikkerhed, men det endte med at koste 5,6 mio. kr.

## Budgetoverskridelser
I februar 2014 kom det frem, at budgettet på 35 millioner kr. var overskredet, og Københavns Kommune valgte at give en ekstrabevilling på 12,9 millioner kr. og 4,4 millioner i byggesagsomkostninger.
I juni fremgik det af et notat fra Region Hovedstaden med det foreløbige regnskab, at underskuddet ville blive mindst 20,3 mio. kr., og at yderligere regninger kunne gøre underskuddet endnu større. Anders Drejer, professor i ledelse fra Aalborg Universitet, hæftede sig ved, at Projektselskabet også havde medtaget indtægter for 8,5 mio. kr. for installationer fra B&W-Hallerne, der endnu ikke var solgt. Regnskabet afslørede også, at man havde været nødt til at låne 17,8 mio. kr. af DR for overhovedet at kunne afholde Eurovision-finalerne. For at mindske underskuddet havde Produktionsselskabet overvejet at true de underleverandører, der havde penge til gode, med at gå konkurs, så de ville acceptere en lavere pris.
| „ | Og jeg kan jo så mene, at det ikke er rimeligt, at små håndværksmestre skal straffes for, at melodi grand prixet har haft så stort et underskud. | “ |
|   | — Per Roswall (V), bestyrelsesmedlem i Wonderful Copenhagen (juni 2014)                                                                          |   |

Efter MetroXpress i juni afslørede, at budgettet var overskredet med 70 mio. kr., krævede Venstre og De Konservative i Københavns Kommune, at budgetoverskridelserne skulle undersøges af et eksternt, uafhængigt firma.
I august 2014 var det samlede regnskab gjort op, og det viste, at Eurovision havde kostet 112 mio. kr. og dermed 77 mio. over budgettet, hvilket var tre gange dyrere end forventet. Ifølge den administrerende direktør i Wonderful Copenhagen, Lars Bernhard Jørgensen, gik over 90 % af de ekstra omkostninger til at ombygge B&W-hallerne. Man regnede med, at ombygningen ville koste 18 mio. kr., men den endte med at koste næsten 90 mio. Budgetoverskridelsen betød, at den projektansvarlige underdirektør i Wonderful Copenhagen havde fratrådt sin stilling. Lars Bernhard Jørgensen erkendte, at Projektselskabet ESC 2014, som Wonderful Copenhagen stiftede for at afholde Eurovision, tidligere burde have indset, at byggeriet blev mere omfattende og langt dyrere, end man havde forestillet sig:
| „ | Først få uger før showet så vi, hvilken retning projektet drejede (...) Byggeriet blev udført under stort tidspres, og Wonderful Copenhagen havde ikke erfaring med byggeprojekter. | “ |
|   | — Adm. dir. Lars Bernhard Jørgensen, Wonderful Copenhagen (august 2014) |   |

Inden showet skulle afholdes, donerede Region Hovedstaden og Wonderful Copenhagen hver ekstra 4,3 millioner foruden en ekstrabevilling fra Københavns Kommune. Det samlede underskud lød dermed på 58 mio. kr., som parterne bag Eurovision - Københavns Kommune, Region Hovedstaden, REDA (Refshaleøens Ejendomsselskab) og Wonderful Copenhagen - skulle deles om at dække.
De primære årsager til budgetoverskridelserne var følgende:
- Tre bærende søjler i B&W Hallerne skulle rives ned, for at DR kunne lave panoramaoptagelser ud over publikum. Efter showet skulle søjlerne bygges op igen, hvilket blev langt dyrere end forventet.
- For at få plads til DR's scenedesign måtte der bygges et teltområde uden for hallerne. De ændrede planer resulterede i et byggesagsgebyr, og teltområdet kom til at koste ekstra i varme og rengøring. Desuden blev teltene raseret af stormen Carl.
- Fagforeningerne modsatte sig, at projektselskabet som forudsat kunne benytte frivillig arbejdskraft til byggeriet. Derfor kom der uforudsete udgifter til løn.

Som følge af budgetoverskridelserne valgte Wonderful Copenhagen at fyre underdirektør Martin Bender den 4. august. Statsrevisorerne fra Venstre, De Radikale og SF ønskede imidlertid undersøgt til bunds, hvordan budgetterne kunne skride så meget. Enhedslistens gruppeformand i Region Hovedstaden, Susanne Langer, mente, at Wonderful Copenhagen burde lukkes, og at man nytænkte regionens kultur- og turistpolitik. Kenneth Kristensen fra Dansk Folkeparti Lars Bernhard Jørgensens afgang.
| „ | Wonderful Copenhagen har – i deres nærmest desperate bestræbelser på at få Eurovision-arrangementet til København – tilsidesat enhver form for dømmekraft og almindelig sund fornuft. Først i form af deres prangende og stort anlagte bud på at afholde arrangementet i de gamle B&W-Haller, derefter i deres åbenbart mangelfulde budget og deres endnu mere mangelfulde kontrakt med DR og så endelig i selve etableringen og afviklingen, hvor man i flere omgange oplevede, at Wonderful Copenhagen simpelthen talte usandt eller blot fortiede sandheden om de problemer, som åbenbart tårnede sig op. Dette må naturligvis få nogle konsekvenser (...) | “ |
|   | — Lars Rix, kommentator på Berlingske (august 2014) |   |

Den 13. august kom det frem, at Wonderful Copenhagen havde lånt 27 mio. kr. af DR for at kunne finansiere udgifter i forbindelse med Eurovision, og at turistorganisationen angiveligt skulle betale 600.000 kroner om måneden i renter. Ifølge DR er DR som offentlig virksomhed underlagt Renteloven og Europa-Kommissionens regler, som fastlægger renteniveauet.
Den 17. august valgte bestyrelsesformanden i Wonderful Copenhagen, Michael Metz Mørch, at forlade sin post.
Da den endelige regning var gjort op i oktober - og det stod klart, at budgettet var overskredet med ca. 100 mio. kr. - opfordrede en række politikere, herunder kulturminister Marianne Jelved, DR til at lægge alle dokumenter frem. DR efterkom opfordringen og offentliggjorde blandt andet en række fortroligtstemplede dokumenter. Også Wonderful Copenhagen offentliggjorde sine dokumenter.
Af dokumenterne fremgik det blandt andet, at Wonderful Copenhagens projektselskab to uger før Eurovision var i så store pengeproblemer, at selskabet måtte låne penge af DR til at kunne betale regninger. Således lånte projektselskabet den 24. april 12,8 mio. kr., og den 2. maj fik selskabet en låneramme på yderligere 19,3 mio. kr. Alle lånene skete til en rente på 10,78 %.
Wonderful Copenhagens nu tidligere bestyrelsesformand underskrev samtidig to støttebreve, hvor han lovede, at man ville forsøge at betale regningerne inden udgangen af 2014. Ingen af lånene godkendtes imidlertid hverken af bestyrelsen eller af Erhvervsstyrelsen, og ifølge professor i fondsret, Erik Werlauff, gør det lånene ulovlige.
| „ | De her lån er af et sådant omfang, at de potentielt kunne have ruineret Wonderful Copenhagen. Derfor skulle de have været forelagt bestyrelsen. Og det har også en sådan dimension, at man også burde have orienteret fondsmyndigheden - altså Erhvervsstyrelsen. | “ |
|   | — Erik Werlauff, professor i fonds- og selskabsret på Aalborg Universitet (oktober 2014) |   |

I oktober kom det endvidere frem, at Reda havde stillet en garanti uden beløbsgrænse, hvis Wonderful Copenhagens projektselskab løb tør for penge. Ifølge DR var garantiaftalen en afgørende forudsætning for valget af København og indgåelsen af kontrakten med Projektselskabet. Da budgetterne for showet begyndte at skride i foråret, mente Reda imidlertid, at det ikke længere var forpligtet af garantiaftalen med DR, fordi DR ifølge Reda's direktør, Christan Herskind, havde brudt aftalen ved ikke at give statusrapporter og holde månedlige møder.
Ifølge Bjørn Erichsen - der i 2001 var tv-direktør i DR, da Danmark senest var vært for Eurovision, og i 2002-2010 var ansvarlig for Eurovision i EBU - kunne man have lavet showet for 50 mio. kr. ved fx at have lagt det et sted som Forum. Ifølge Erichsen handlede Eurovision-sagen primært om DR’s egne ambitioner, eftersom EBU’s krav til akustik og loftshøjde mv. var uproblematiske og kunne indfris mange steder. DR's producer på Eurovision-showet, Pernille Gaardbo, erkendte, at DR havde haft høje ambitioner men afviste, at budgettet til at indfri ambitionerne skulle have været ekstraordinært højt, eftersom tv-showet i både Baku, Düsseldorf og Moskva var dyrere end i København.
| „ | Det her er OL inden for musik og underholdning. Selvfølgelig havde vi meget høje ambitioner. | “ |
|   | — Pernille Gaardbo, DR's producer på Eurovision-tv-showet i 2014 (oktober 2014)              |   |

Erichsen mente dog, at DR ikke kunne klandres for budgetoverskridelsen:
| „ | Hele det der B&W-setup trækker det ud af proportioner. Skandalen skyldes, at de ansvarlige - Wonderful Copenhagen, Københavns Kommune, Region Hovedstaden og Refshaleøens ejendomsselskab, Reda - gjorde deres hjemmearbejde ualmindeligt dårligt, inden de lavede aftalen med DR. Og at budget- og processtyringen i Projektselskabet ESC 2014 under Wonderful Copenhagen var ubegribeligt dårlig undervejs. | “ |
|   | — Bjørn Erichsen, tidl. EBU- og DR-chef (oktober 2014) |   |

I december 2014 fandt Erhvervsstyrelsen det yderst kritisabelt, at Wonderful Copenhagen uden at have fået lov havde brugt 46 mio. kr., som man havde lånt af Region Hovedstaden og dermed skatteyderne, for at betale gæld i projektselskabet. Styrelsen satte Wonderful Copenhagen under et skærpet tilsyn og krævede, at et eksternt advokatfirma senest den 27. februar 2015 skulle undersøge, om man kunne kræve erstatning eller straf af direktionen og bestyrelsen i Wonderful Copenhagen.
| „ | Men hvad med DR? Hvor står de i alt dette? Umiddelbart tyder alt på, at DR's jurister har været dygtige nok til at sørge for at fraskrive sig ansvaret for det økonomiske rod omkring Eurovision og sørget for at skubbe den del over på projektselskabet under Wonderful Copenhagen, mens de så selv stod for afviklingen af de tre shows. Men når de har været så dygtige, burde de så ikke også have forudset, at det budget, der var blevet lagt for hele arrangementet, ikke ville holde? Har DR været så fristet af tilbuddet om afviklingen i B&W Hallerne, at de har vendt det blinde øje til de problemer, som Wonderful Copenhagen ville rende ind i? | “ |
|   | — Lars Rix, kommentator på Berlingske (august 2014) |   |

I oktober 2014 fortalte DR's chefproducer, Pernille Gaardbo, på en konference afholdt af Ingeniøren om sine erfaringer med at planlægge og producere showet. Ifølge Gaardbo havde hun og DR store ambitioner, men også en lang række udfordringer i forhold til at leve op til de mål, som EBU havde opstillet for showet. DR og Gaardbo havde samtidig ønsket at relancere showet, bygge videre på grundstrukturen og løfte niveauet for showet. Derfor skulle den faste struktur nytænkes om og om igen.
| „ | Når man begynder på dette projekt, er det ligesom at stå på en bar, flad mark, hvorfra man skal bygge alt op. Jeg så en række udviklingsmuligheder i sceneshowet, interaktionen med sociale medier og så videre, som vi hos DR gerne ville udnytte. Og her handler det om at starte stringent og kronologisk. (...) Min vigtigste mission var at gøre danskerne stolte over showet. Men samtidig var der 200 millioner mennesker foran tv-skærmene, som også havde store forventninger til et arrangement, som især betyder rigtigt meget for en stor gruppe meget engagerede og dedikerede fans fra hele verden. Så forventningspresset til projektet var stort på forhånd. | “ |
|   | — Pernille Gaardbo (oktober 2014) |   |

Den 6. januar 2015 meddelte bestyrelsesformanden for Wonderful Copenhagen, Peter Højland, at adm. dir. Lars Bernhard Jørgensen havde trukket sig som følge af Eurovision-sagen, og at ni ud af ti bestyrelsesmedlemmer samtidig stillede deres mandat til rådighed. Hermed håbede ledelsen i Wonderful Copenhagen, at "genskabe fokus på turismearbejdet".
| „ | Vi mener, at det er hensigtsmæssigt for at reetablere omdømmet for Wonderful Copenhagen og genskabe legitimiteten og tilliden til organisationen, at vi fornyer organisationen. | “ |
|   | — Peter Højland, bestyrelsesformand i Wonderful Copenhagen (januar 2015) |   |

Pr. januar 2015 havde sagen kostet Michael Metz Mørch (bestyrelsesformand i Wonderful Copenhagen), Lars Bernhard Jørgensen (direktør i Wonderful Copenhagen), og Martin Bender (underdirektør i Wonderful Copenhagen) jobbet.

## Undersøgelser og beretninger mv.
I oktober 2014 blev Rigsrevisionen bedt om at undersøge Eurovision-sagen, hvilket indtil da ellers var blevet afvist af regionsrådsformand Sophie Hæstorp Andersen.

### Statsrevisorernes beretning
I juni 2015 kritiserede Statsrevisorerne navnlig tre forhold, der samlet set bar skylden for budgetoverskridelsen på 57,9 mio. kr., hvilket var 167 % mere end forventet:
- Budgetgrundlaget var usikkert og ikke gennemarbejdet

- Projektselskabet havde ikke erfaring med byggestyring og etablering af et koncertsted til tv-produktion i den størrelse, som ESC krævede, og den manglende erfaring betød, at selskabets projekt- og økonomistyring ikke var effektiv

- Det samlede aftalekompleks, herunder særligt aftalerne mellem værtsbyparterne, skabte uigennemsigtighed og udløste markante uenigheder, der ikke var fordrende for fremdriften i projektet

### Kammeradvokatens undersøgelse
Wonderful Copenhagens egen advokatundersøgelse konkluderede i sommeren 2015, at ledelsen i Wonderful Copenhagen havde brudt loven, men at der var ikke grundlag for at straffe de involverede personer. På denne baggrund ønskede Erhvervsstyrelsen i juli 2015 en uvildig undersøgelse af forløbet foretaget af statens advokat, Kammeradvokaten. Kammeradvokaten skal undersøge, om der kan blive tale om straf eller erstatning for brud på fondsloven.

### Andet
Ifølge en afstemning i oktober 2015 blandt 3546 brugere på DR.dk som afslutning på programserien 'Spild af dine penge' pegede hver 10. af brugerne på Eurovision-sagen blandt 17 kandidater som det værste spild af offentlige kroner:
- 24 %: SKAT, opkrævninger og it-systemet EFI
- 20 %: IC4
- 10 %: Eurovision-sagen
- 7 %: Rejsekortet

## Omsætning fra turisme
Ifølge en spørgeskemaundersøgelse foretaget af Wonderful Copenhagen under grand prix'et og baseret på 1471 besvarelser trak Det Europæiske Melodi Grand Prix 20.000 turister fra ind- og udland til København. Turisterne brugte i gennemsnit 1095 kr. om dagen og i alt 127 mio. kr., hvilket ifølge Wonderful Copenhagen svarede til, at der var skabt ca. 146 job. Ifølge centerleder på center for turisme og kultur på CBS, Lise Lyck, skal der tages flere ting med i betragtning for at kunne opgøre, hvor mange penge en begivenhed som et grand prix kaster af sig. Lyck påpegede, at "der skal tages højde for, at der var nogle af de tilrejsende, der ville have været kommet til København alligevel. Det skal trækkes fra. Ligeledes vil der også være nogle, der holdt sig væk i perioden, hvilket også skal trækkes fra i det positive resultat." Wonderful Copenhagens tal blev efterfølgende afvist af HORESTA, der påpegede, at der kun fandt 3000 ekstra overnatninger sted under Det Europæiske Melodi Grand Prix set i forhold til samme periode året før.

## Top 5 - De dyreste melodi grand prix'er i historien
Den endelige regning for Eurovision 2014 i København placerer arrangementet som det næstdyreste melodi grand prix nogensinde. Hvis det oprindelige budget havde holdt, havde arrangementet i København fortsat været blandt de 3-5 dyreste melodi grand prix'er. Da Eurovision blev holdt i Malmö i 2013 var prisen ifølge DR blot 125 mio. kr.
| # | By         | Land         | Årstal | Samlede udgifter (mio. kr.) |
| - | ---------- | ------------ | ------ | --------------------------- |
| 1 | Baku       | Aserbajdsjan | 2012   | 1200                        |
| 2 | København  | Danmark      | 2014   | 334                         |
| 3 | Moskva     | Rusland      | 2009   | 260                         |
| 4 | Oslo       | Norge        | 2010   | 218                         |
| 5 | Düsseldorf | Tyskland     | 2011   | 218                         |